# Comics and Sequential Art
Comics & Sequential Art är ett akademiskt verk inom serieteori författad av Will Eisner. Boken är en översikt över sekvenskonst med fokus på tecknade serier och gavs ut första gången 1985. En utökad utgåva kom 1990. 
Will Eisners båda böcker Comics and Sequential Art och Graphic Storytelling and Visual Narrative är baserade på hans föreläsningar vid School of Visual Arts i New York och används flitigt av tecknarstudenter där.
Comics and Sequential Art är bland annat en viktig föregångare till Scott McClouds Serier: den osynliga konsten från 1993.
 Artikeln var, i den version den hade den 19 maj 2007, helt eller delvis hämtad från Seriewikin (hos Seriefrämjandet): Comics and Sequential Art